# Waarschuwing voor de Scheepvaart
Waarschuwing voor de Scheepvaart is een Nederlands orkest opgericht in 1988.
De leden van het orkest komen uit Nederland, België, Zweden en Turkije. De bezetting bestaat uit rietblazers, zwaar koper en percussie. Hun repertoire is geïnspireerd door Oost-Europese dorpsfanfares en moderne zigeunerbands.

## Discografie
| cd album                        | jaar | label     | nummer       |
| ------------------------------- | ---- | --------- | ------------ |
| King Fethi's Dream              | 2003 | Syncoop   | 5736 CD 269  |
| Windband for Worldmusic, vol. 2 | 1997 | Syncoop   | 5757 CD 208  |
| Blaasorkest voor Wereldmuziek   | 1990 | Hakketoon | CD 1990.1039 |